# Endybauna rapicara
Endybauna rapicara är en skalbaggsart som beskrevs av Martins och Maria Helena M. Galileo 1991. Endybauna rapicara ingår i släktet Endybauna och familjen långhorningar. Inga underarter finns listade i Catalogue of Life.